# Giulio Pane
Giulio Pane (Napoli, 9 maggio 1940) è un architetto e storico dell'architettura italiano.
È figlio dell'architetto e storico dell'architettura Roberto Pane.
Specialista in restauro dei monumenti (1974), professore associato (1980), poi ordinario (2003) di Storia dell'architettura
presso l'Università degli Studi di Napoli Federico II.
Tra i suoi interessi si distingue il tema della cartografia storica della città di Napoli, nell'ambito del quale ha dedicato diversi studi alla veduta Baratta e alla Tavola Strozzi. Ha pubblicato su Ferdinando Fuga, su Carlo Vanvitelli, sull'urbanistica del Cinquecento a Napoli, sul paesaggio in Campania e su Antoni Gaudí. È autore, con Angerio Filangieri, di una monografia in due volumi sulla città di Capua.
Come architetto ha realizzato alcune opere, tra cui l'auditorium di Teano, oltre a numerosi restauri in Campania, Basilicata e Calabria. Ha progettato, diretto e allestito il restauro del Concio Amarelli e il Museo della liquirizia Giorgio Amarelli, a Rossano (Cosenza).
È componente del comitato di redazione della rivista Napoli nobilissima, ed editorialista del quotidiano La Repubblica.

## Pubblicazioni
- Turismo a Maratea, «Nord e Sud», 1961, 82, 102-109.
- La villa Carafa e la storia urbanistica di Pizzofalcone, «Napoli Nobilissima», (I), 1964, IV, 133-148; (II), 1965, IV, 204-215.
- Ferdinando Fuga e l'Albergo dei poveri, «Napoli Nobilissima», 1966, V, 72-84.
- Napoli seicentesca nella veduta di A. Baratta (I), «Napoli Nobilissima», 1970, IV-V, 118- 159.(II), ivi, 1973, XII, 45-70.
- Pietro di Toledo viceré urbanista (I), «Napoli Nobilissima», 1975, XIV, pp. 81-95;(II), ivi, 1975, XIV, 161-182.
- Benedetto Croce e Napoli Nobilissima, «Napoli Nobilissima», 1978, XVII, 94-101.
- Vanvitelli e la grafica, AA. VV., 'Luigi Vanvitelli e il Settecento europeo', Atti del Congresso internazionale sul tema, Napoli-Caserta, 5-10 novembre 1973, Napoli 1980, vol. II, 369-410.
- Carlo Vanvitelli e il Casino del Fusaro, «Napoli Nobilissima», 1980, XIX, pp. 131-146.
- L'urbanistica del Seicento a Napoli, AA. VV., 'Seicento napoletano. Arte, costume, ambiente', a cura di R. Pane, Milano, 1984, 51-84, 522-524.
- La Crypta cava e la fabbrica antica, AA. VV., 'La Badia di Cava', a cura di G. Fiengo e F. Strazzullo, ivi 1985, 119-151.
- La città di Napoli tra vedutismo e cartografia, con V. Valerio, catalogo della mostra (Napoli, Museo di Villa Pignatelli, 16 gennaio - 13 marzo 1988; Museo Archeologico Nazionale, 21 maggio - 15 luglio 1988), Napoli 1987.
- Considerazioni su Giuseppe Sanmartino, «Napoli Nobilissima», 1988, XXVII, pp. 189-184.
- Frà Nuvolo e Fanzago tra sperimentalismo e tradizione, "Atti del XXIII Congresso di Storia dell'Architettura dal titolo 'L'architettura a Roma e in Italia (1580-1621)'", Roma 24-26 marzo 1988, ivi 1989, 309-320, 544-546.
- II paesaggio del Sud. Itinerari imprevisti in Campania, con A. Ciarallo e L. Capaldo, Napoli 1989.
- Capua. Architettura e arte. Catalogo delle opere, con A. Filangieri, Vitulano, 1990, 2 voll.
- Architettura, urbanistica e arte, in AA. VV., 'Il Cilento tesoro della Campania', a cura di W. Johannowsky, con L. Capaldo, A. M. Ciarallo, L. Rossi, P. Apolito, D. C. Amato, N. Oliviero, Napoli 1992, pp. 89-116 ill. dell'A.
- L'Eden tecnologico, in AA. VV., 'Le coordinate di un moderno parco scientifico - tecnologico'. Finalità, logiche di insediamento, tipologie, rapporti con il territorio', atti del Convegno interdisciplinare sul tema, Napoli Castel S. Elmo, 13-14 aprile 1991, a cura di V. Zappia, "Acta Neapolitana", Napoli 1992, 193 - 205.
- Come restaurare un'opera di Gaudí: il parco Güell a Barcellona, «ANAΓKH», 1993, 3, 66-71.
- Prefazione a: 'Antoni Gaudí, una proposta di libertà', Atti del Convegno (Milano 20 maggio 1993), ivi 1994, 5-9.
- Libertà profetica di Antoni Gaudí, ivi, 35-53.
- Il restauro come etica, in "Butlletí della Reial Acadèmia Catalana de Belles Arts de Sant Jordi", Barcelona 1996 [1997], 1996, X, 11-30.
- L'architettura di Gaudí e la moderna problematica del restauro, «Napoli Nobilissima», 1998, XXXVII, 81-88.
- Anàlisis y levantamiento especial para la restauración arqueológica: el caso de la villa romana de Minori. Intervención especial de consolidación. Dos ejemplos de utilización de resinas en la iglesia de San Bartolomé y la Catedral de Campania (Salerno), AA. VV., 'Patrimonio, restauración y nuevas tecnologías - PPU', Valladolid 1999, 117-122.
- Architettura e urbanistica, AA. VV., 'Homo faber, natura, scienza e tecnica nell'antica Pompei', catalogo della mostra, Napoli, Museo archeologico nazionale, 27 marzo - 18 luglio 1999, ivi 1999, 289-290.
- Maratea quarant'anni. Com'era, com'è, come avrebbe potuto essere, saggio introduttivo della omonima mostra fotografica, con foto dell'A., Soprintendenza ai BB. AA. e AA. della Basilicata, Maratea, Palazzo Lieto, 13 agosto - 30 settembre 2000.
- Nuove osservazioni sulla Porta federiciana di Capua, Atti del Convegno di studi sul tema: 'Cultura artistica, città e architettura nell'età federiciana', Reggia di Caserta, Cappella Palatina, 30 novembre – 1º dicembre 1995, Roma, 2001, 223-258.
- Gli Archivi del Banco, la Chiesa e l'Oratorio del Monte dei Poveri, AA. VV., 'Dieci anni dell'Istituto Banco di Napoli Fondazione. 1991-2001', Napoli 2002, 177-211.
- Lo sviluppo urbanistico di Napoli nel Cinquecento, AA. VV., Gli inizi della circolazione della carta moneta e i Banchi pubblici napoletani nella società del loro tempo (1540-1650), Istituto Banco di Napoli Fondazione, Napoli 2002, 231-264.
- La mappa Carafa, saggio introduttivo a: “G. Carafa duca di Noja, Mappa topografica della Città di Napoli e de’ suoi Contorni”, Napoli 2003, VII-XIX.
- Ravelleide, in «Napoli nobilissima», V serie, 2005, VI, 203-216.
- Napoli ancora imprevista, premessa alla ristampa anastatica di R. Pane, ‘Napoli imprevista’, ivi 2007, V-XIII.
- Attualità di Antoni Gaudí, Atti del Convegno internazionale di studi, Napoli Castel dell'Ovo, aprile 2005, Napoli 2008.
- La Tavola Strozzi tra Napoli e Firenze. Un'immagine della città nel Quattrocento, Napoli, 2009.
- Come era e dove era. I difficili sviluppi dell'istanza psicologica, AA. VV., Napoli 1943. I monumenti e la ricostruzione, a cura di R. Middione e A. Porzio, Napoli 2010, 38-43.